# Maximam gravissimamque
Maximam gravissimamque, en español Máxima gravedad, es una encíclica de Pío XI, fechada el 18 de enero de 1924, donde explica la solución que se ha adoptado para las asociaciones diocesanas que exigía la Ley francesa de separación de la Iglesia y el Estado. Expone el origen del problema y los medios que se han utilizado para llegar a dicha solución.

## Contexto
La ley francesa de separación de la Iglesia y el Estado, del 9 de diciembre de 1905, supuso de hecho la ruptura del Concordato que regía las relaciones entre Francia y la Santa Sede. La ley declaró que todos los edificios religiosos se consideraban propiedad del Estado, cediendo el uso de los templos a las asociaciones de culto que debían constituirse. Mediante la encíclica Vehemeter Nos, del 9 de julio de 1905, el papa Pío X, condenó esa ley. Uno de las cuestiones más negativas para la Iglesia era el control de esa asociaciones culto por parte del Estado, tal como preveía la ley y se trató de establecer en la práctica. Una primera propuesta para suavizar ese control, fue rechazado por la Santa Sede, tal como expuso Pío X en su encíclica Gravissimo offici munere, del 11 de febrero de 1906. 
El gobierno francés entendió la gravedad del problema que suponía la interpretación que estaba dando a la ley en esta cuestión, y planteó para las asociaciones de culto unos estatutos que, en la medida en que respetaban la libertad de la Iglesia en el desempeño de sus funciones, fueron aceptadas por la Santa Sede. La encíclica expone la solución a la que se ha llegado.

## Contenido de la encíclica

### Antecedentes
Maximam gravissimamque de Dioecesanis Consociationibus causam dum vobis nuntiamus tandem ad eum modum diremptam, quemadmodum dicturi mox sumus, officii Nostri esse ducimus, omnes huius tanti negotii vicissitudines uno veluti complexu vobis revocando proponere, idque eo brevius, quod de re agitur unicuique vestrum magnam partem penitus perspecta planeque cognita.
Por fin ha llegado el momento de anunciarles la solución de la importante y gravísima cuestión de las asociaciones diocesanas. Pero al exponerles, como lo vamos a hacer y la forma en que llegamos a esta conclusión, consideramos nuestro deber recordar y poner ante sus ojos como en una mesa las distintas etapas de las negociaciones que se desarrollaron sobre este tema.

Desde el inicio de la encíclica, el papa manifiesta su deseo de exponer y explicar los motivos que le han llevado a permitir las asociaciones diocesanas como un modo de resolver esa gravísima cuestión. Por ello, tras exponer los inconvenientes que la Ley del 9 de julio, ha supuesto para la libre práctica de la religión católica, explica como se ha tratado de resolver los problemas que se originaban de las asociaciones de culto previstas por esa ley. Se trataba en definitiva, de buscar un tipo de asociación que cumpliendo esa ley mantuviese intactos, al menos en lo sustancial, los derechos de la Iglesia.
Al comprobar que esto no resultaba posible, el papa Pío X ordenó que hasta que no cambiasen las circunstancias no se siguiese intentando esa posible solución. Tanto el clero como el pueblo fiel han sabido mantener el buen espíritu en la difícil situación que producía aquella ley. Los fieles han proporcionado con generosidad las limosnas necesarias para sostener el culto y el mantenimiento de los sacerdotes, y estos han cumplido abnegadamente su ministerio.
Aunque desde el inicio de su pontificado el papa había comprobado que la situación económica de la Iglesia en Francia no requería una solución urgente, 

«la falta de una verdadera situación jurídica que trajo consigo la inestabilidad de los derechos y todo, las dificultades generales y las turbulencias de los tiempos actuales, fueron para Nosotros motivo de solicitud y de grandes preocupaciones. Por eso parecía que teníamos que probar todos los medios capaces de aliviar y remediar la situación actual.»
Maximam gravissimamque en AAS vol 16 p. 3.

Por otra parte, diversas circunstancias -el final de la guerra, el heroísmo que ha mostrado el clero en esa situación- han suscitado en la opinión pública francesa un deseo de restablecer la paz religiosa. Se presentaba así un momento adecuado para resolver el problema que presentaban las previstas asociaciones de culto.

### El estatuto de las asociaciones diocesanas
Para ello, de acuerdo con el Gobierno francés, y con la intervención de expertos en la materia, se llegó a unos estatutos que enviados por el nuncio a la Santa Sede, fueron consultados con los obispos franceses y posteriormente estudiados por los cardenales pertenecientes a las Congregación para Asuntos Eclesiásticos Extraordinarios.
Expone el papa lo difícil que era para él resolver esta cuestión, pues no quería desviarse del camino trazado por Pío X y consideraba necesario mantener la condena de la ley de separación Por esto, después de haber pedido muchas oraciones, y de considerarlo todo en la presencia de Dios, declaró a finales de 1922, que no tendría dificultad de permitir esas asociaciones diocesanas siempre que se cumpliesen dos condiciones 

por un lado, los estatutos deben ser corregidos de modo que concuerden, según su contenido y naturaleza, al menos sustancialmente, con la constitución divina y las leyes del Iglesia; por otro,  se nos debe dar garantías legales y seguras, para evitar, en la medida de lo posible, el peligro de que, en el caso de que hombres hostiles a la Iglesia vengan a tomar el timón de la República, se niegue a estas Asociaciones toda fuerza jurídica, y en consecuencia toda estabilidad jurídica, exponiéndolas así a perder los bienes que les hubieran sido atribuidos.
Maximam gravissimamque, en  AAS vol. 16, p.8

Sobre esas bases los estatutos fueron estudiados y discutidos por ambas partes, llegando así a unos texto muy diferentes de los que habían sido condenados por Pío X. Cumplían así la primera condición, y aunque las garantías que ofrecían no eran las que se habían propuesto por la Santa Sede, y aceptadas en principio por los jefes de gobierno franceses, al menos proporcionaban una seguridad jurídica, también por la opinión unánime del Consejo de Estado de la República.
Por todo ello, estando a salvo los sagrados derechos de Dios y del Iglesia, y deseando dar una base legal a la Iglesia de Francia, y contribuir una plena pacificación de la nación

Decretamos y declaramos que podrán permitirse, al menos como experimento, Asociaciones diocesanas, según lo regulan los estatutos adjuntos.
Maximam gravissimamque, en  AAS vol. 16, p.9

La encíclica continúa explicando que se trata de remediar males mayores, y que, por tanto, al aplicar este remedio en nada hay que apartarse de la condena del laicismo -reiterada por Pio X- siempre que "laicismo" signifique un sentimiento o intención contraria o ajena a Dios y la religión.